# Potencial electroquímico
En electroquímica, el potencial electroquímico (ECP), μ, es una medida termodinámica del potencial químico que no omite la contribución energética de la electrostática. El potencial electroquímico se expresa en la unidad de J/mol.

## Introducción
Cada especie química (por ejemplo, "moléculas de agua", "iones de sodio", "electrones", etc.) tiene un potencial electroquímico (una cantidad con unidades de energía) en cualquier punto del espacio, que representa cuán fácil o difícil es agregar más de esa especie a esa ubicación. Si es posible, una especie se moverá de áreas con mayor potencial electroquímico a áreas con menor potencial electroquímico; en equilibrio, el potencial electroquímico será constante en todas partes para cada especie (puede tener un valor diferente para diferentes especies). 
Por ejemplo, si un vaso de agua tiene iones de sodio (Na+) disueltos uniformemente y se aplica un campo eléctrico a través del agua, entonces los iones de sodio tenderán a ser atraídos por el campo eléctrico hacia un lado. Decimos que los iones tienen energía potencial eléctrica y se mueven para disminuir su energía potencial. Del mismo modo, si un vaso de agua tiene mucha azúcar disuelta en un lado y nada en el otro lado, cada molécula de azúcar se difundirá aleatoriamente alrededor del agua, hasta que haya la misma concentración de azúcar en todas partes. Decimos que las moléculas de azúcar tienen un "potencial químico", que es mayor en las áreas de alta concentración, y las moléculas se mueven para disminuir su potencial químico. 
Un potencial eléctrico y un potencial químico pueden dar el mismo resultado: una redistribución de las especies químicas. Por lo tanto, tiene sentido combinarlos en un solo "potencial", el potencial electroquímico, que puede dar directamente la redistribución neta teniendo en cuenta ambos .
Si el potencial químico es el mismo en dos regiones, la especie se moverá ocasionalmente de un lado a otro entre las dos regiones, pero en promedio hay tanto movimiento en una dirección como en la otra, y no hay migración neta (esto es llamado "equilibrio difusivo"). Si los potenciales químicos son diferentes, más moléculas se moverán hacia el potencial químico más bajo que hacia la otra dirección.
Además, cuando no hay equilibrio de difusión, hay cierta energía libre liberada por cada molécula de difusión neta. Esta energía, que a veces se puede aprovechar (un ejemplo simple es una celda de concentración), y la energía libre por mol es exactamente igual a la diferencia de potencial electroquímico entre las dos regiones.

## Terminologías conflictivas
Es común en electroquímica y física del estado sólido discutir tanto el potencial químico como el potencial electroquímico de los electrones. Sin embargo, en los dos campos, las definiciones de estos dos términos a veces se intercambian. En electroquímica, el potencial electroquímico de los electrones (o de cualquier otra especie) es el potencial total, incluidos tanto el potencial químico (interno, no eléctrico) como el potencial eléctrico, y es, por definición, constante en un dispositivo en equilibrio, mientras que el potencial químico de electrones es igual al potencial electroquímico menos la energía potencial eléctrica local por electrón. En física del estado sólido, las definiciones son normalmente compatibles con esto, pero ocasionalmente las definiciones están intercambiadas.
Este artículo utiliza las definiciones de electroquímica.

## Definición y uso
En términos genéricos, el potencial electroquímico es el trabajo mecánico realizado para llevar 1 mol de un ion de un estado estándar a una concentración y un potencial eléctrico especificados. Según la definición de la IUPAC,  es la energía de Gibbs molar parcial de la sustancia al potencial eléctrico especificado, donde la sustancia está en una fase especificada. El potencial electroquímico se puede expresar como{\displaystyle {\bar {\mu }}_{i}=\mu _{i}+z_{i}F\Phi ,}donde:
- μi es el potencial electroquímico de la especie i, en J/mol,
- μi es el potencial químico de la especie i, en J/mol,
- zi es la valencia (carga) del ion i, un número entero adimensional,
- F es la constante de Faraday, en C/mol,
- Φ es el potencial electrostático local, en V.

En el caso especial de un átomo sin carga, zi = 0, entonces μi = μi.
El potencial electroquímico es importante en los procesos biológicos que implican la difusión molecular a través de membranas, en la química electroanalítica y en aplicaciones industriales como baterías y pilas de combustible. Representa una de las muchas formas intercambiables de energía potencial a través de las cuales se puede conservar la energía.
En las membranas celulares, el potencial electroquímico es la suma del potencial químico y el potencial de membrana.

## Uso incorrecto
El término potencial electroquímico a veces se usa para referirse a un potencial de electrodo (ya sea de un electrodo corroído, un electrodo con una reacción o corriente neta distinta de cero, o un electrodo en equilibrio). En algunos contextos, el potencial de electrodo de los metales que se corroen se denomina "potencial de corrosión electroquímica", que a menudo se abrevia como ECP, y en ocasiones se omite la palabra "corrosión". Este uso puede generar confusión. Las dos cantidades tienen diferentes significados y diferentes dimensiones: la dimensión del potencial electroquímico es la energía por mol, mientras que la del potencial del electrodo es el voltaje (energía por carga).